# Kalarippayattu

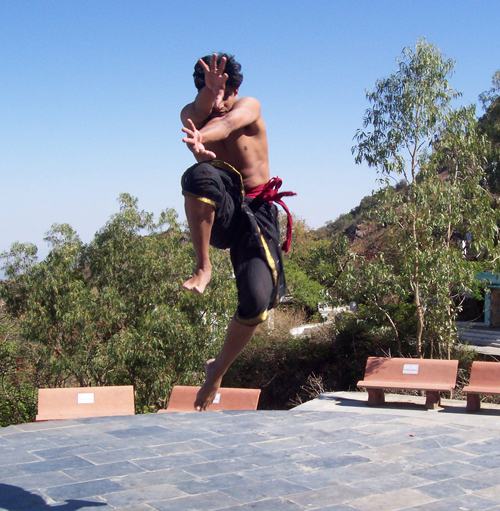
Kalaripajattu

Kalarippajattu (malajalam: കളരിപ്പയറ്റ്, ang. Kalarippayattu) – starożytna południowo-indyjska sztuka walki, również z wykorzystaniem różnego rodzaju broni.
Różnorodnością i formą technik przypomina chińskie wushu; obejmuje walkę wręcz lub z użyciem broni, m.in.: miecza, włóczni, kija, a także walkę osób nieuzbrojonych z uzbrojonymi; jest ściśle związana ze staroindyjskią tradycyjną medycyną hinduską ajurwedą i ziołolecznictwem, wykorzystuje również starodawne techniki masażu. Opiera się na wiedzy o wrażliwych punktach ciała (marmanach)

## Etymologia
Nazwa pochodzi od słów w języku malajalam kalari „szkoła” oraz payattu „walka”, „ćwiczenie”.

## Patroni
Kalarippayattu jest ściśle związana z hinduizmem, po dziś dzień uprawiana w szkołach (czyli w kalari) w stanie Kerala w Indiach.
Sztuce kalarippayattu patronują:
- stylowi północnemu (vadakkan) Paraśurama
- stylowi południowemu (tekkan) Agastjamuni

## Historia
Rodowód kalarippayattu sięga początków historii Indii (III tysiąclecie p.n.e.). W XI wieku wykształciły się style, które po latach upadku spowodowanego kolonializmem brytyjskim, wracają do popularności w wielu różnych szkołach. Do odrodzenia kalarippayattu bardzo przyczynił się brytyjski badacz Philip Zarilli, który od lat 70. bada tę sztukę walki.